# Agrilus bilineatus
Agrilus bilineatus, é uma espécie de escaravelho perfurador de madeira metálico da família Buprestidae.  É nativo a América do Norte, e tem sido introduzido a Turquia.